# Andrzej III Aleksandrowicz
Andrzej III Aleksandrowicz (ur. 1255, zm. 27 lipca 1304) – wielki książę włodzimierski w latach 1281–1283 i 1294–1304, syn Aleksandra Newskiego, brat Dymitra oraz Daniela Moskiewskiego.

## Życiorys
Jako syn Aleksandra Newskiego, otrzymał w udzialę Gorodziec. W 1276 otrzymał Kostromę. W 1281 roku udał się do Złotej Ordy i jej chana uzyskał zgodę, by zastąpić Dymitra na stanowisku wielkiego księcia. W 1281 roku zjednoczywszy swe siły z kniaziami Rostowa i Jarosławia zajął Peresław. Dymitr uszedł do Koporje, ale bez wsparcia nowogrodzian musiał uciec dalej na północ. Dwa lata później Dymitr wrócił na Ruś, którą zastał spustoszoną przez Mongołów. Postanowił zwrócić się do Nogaja, mającego swoją siedzibę nad Morzem Czarnym, który był głównym wrogiem chana Ordy, Telebugi. Gdy wieść o tym dotarła do Andrzeja, zrzekł się Włodzimierza i Nowogrodu i powrócił do Gorodźca. Tron włodzimierski przejął na stałe, w 1294 w wyniku kolejnej kampanii z udziałem mongolskich oddziałów, ostatecznie zmuszając Dymitra do abdykacji. Nawet wtedy, gdy wyniesiono go na tron wielkiego księcia Włodzimierza, Andrzej nadal żył w Gorodźcu. Zmarł w 1304 roku.